# Jireček-vonal

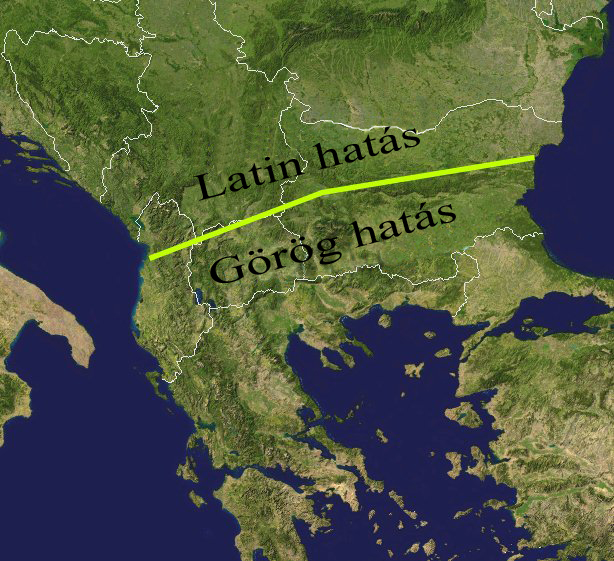
A Jireček-vonal

A Jireček-vonal képzeletbeli kelet–nyugati tengelyű vonal, amely a Balkán-félszigetet osztja ketté, feltételezve, hogy a 4. századig ettől északra élő népek műveltségében a latin, a délre élőkében a görög kultúrhatás dominált. A mai albániai Laç városától egyenes vonalban halad Szófiáig, onnan pedig megtörve, a Balkán-hegység vonulatait követve a Fekete-tengerig folytatódik.
Az elméletet a cseh szlavista, történész, Josef Konstantin Jireček dolgozta ki 1911-ben. A vonal meghúzásakor régészeti ásatások eredményeit vette figyelembe, s elgondolását az előkerült feliratos leletekre alapozta: a vonaltól északra legtöbbjük latin, míg az attól délre előkerültek görög nyelvűek.
A Jireček-vonal jelentősége és számításba vétele elengedhetetlen a balkáni (főként a román, az aromun és az albán) népek etnogenezisének kutatásában.